# کاظم مدیر شانه‌چی
کاظم مدیر شانه‌چی (۱۳۰۶، مشهد - ۱۳۸۱، مشهد) از علمای عرصه حدیث و روایت و از پژوهشگران و اندیشمندان ایرانی است. او دروس مقدماتی و ادبی حوزه را از علمایی چون ادیب نیشابوری، ادیب هروی و مدرس یزدی فرا گرفت. وی از بنیان‌گذاران دانشکدهٔ الاهیات دانشگاه مشهد بود.

## زندگی
وی پس از طی مقدمات و سطوح در درس خارج فقه و اصول علمای برجسته‌ای چون میرزا حسین فقیه سبزواری، حاج شیخ هاشم قزوینی، حاج سعید یونسی اردبیلی، خویی، میرزا احمد کفایی و سید محمدهادی میلانی آموخت و علوم عقلی را از استادان فن فرا گرفت و به تدریس پرداخت.
شانه‌چی از زمان تأسیس دانشکده الهیات دانشگاه مشهد در سال ۱۳۳۷ به تدریس در این دانشگاه دعوت شد و در طی دوران تدریس، به تحقیق و تتبع درباره منابع احادیث و کتب معتبر حدیث شیعی و سنی دست زد و آثاری را پدید آورد. او توانست از روحانیونی همچون شیخ آقا بزرگ تهرانی،  سبزواری و آیت‌الله مهدی الهی قمشه‌ای، اجازه اجتهاد دریافت کند و خود بعد از آن به تربیت طلاب علوم دینی بپردازد.

## آثار
تألیفات شانه‌چی در زمینه حدیث و فقه اسلامی فراوان بوده که گزیده‌ای از آنها عبارتند از:
علم الحدیث - ترجمه و شرح تبصره - روش استنباط و سنن النبی در ۹ جلد- آیات الاحکام - درایةالحدیث - تاریخ فقه مذاهب اسلامی - حجّ پیغمبر (ص) - مزارات خراسان و تاریخچه ادوار منطق
وی علاوه بر تدریس تاریخ اسلام، تاریخ ادیان، آیات الاحکام و ادوار فقه، مقالات فراوانی نگاشته و در زمینه کتاب‌شناسی و نسخه‌شناسی، چندین فهرست را منتشر ساخته‌است و در راستای شناسایی کتب خطی و نسخه‌شناسی، سفرهای متعدد به کشورهای روسیه، آذربایجان، ازبکستان، مصر، ترکیه، سوریه، لبنان، مراکش، واتیکان و اسپانیا نمود و از نسخه‌های نفیس، عکس‌برداری و فیش‌برداری کرد.
کتابخانه تخصصی شانه‌چی در دانشگاه فردوسی مشهد قرار دارد. این کتابخانه دارای بیش از ۷ هزار جلد کتاب، یکصد پایان‌نامه دانشگاهی اهدایی به شانه‌چی، ۴۵ عنوان کتاب و چندین مقاله علمی، تخصصی و تحقیقی از تألیفات او است. کتاب‌های اهدایی بیشتر در زمینه تفسیر قرآن کریم، حدیث، فقه، اصول و حقوق اسلامی، کتاب‌شناسی و علم رجال است. این کتابخانه تخصصی بنا به وصیت شانه‌چی به کتابخانه مرکزی دانشگاه فردوسی اهدا شد.

## افتخارات
- چهره ماندگار (سال ۱۳۸۰ شمسی)

## درگذشت
حجت‌الاسلام شانه‌چی  در بیست و چهارم اردیبهشت ۱۳۸۱ شمسی در ۷۵ سالگی درگذشت و در حرم علی بن موسی‌الرضا به خاک سپرده شد.